# فلوريانا إسماعيلي
فلوريانا إسماعيلي (1 يناير 1995 - 29 يونيو 2019) كانت لاعبة كرة قدم تلعب في منتخب سويسرا.

## عن حياتها
لعبت في فريق فراوين السويسري منذ عام 2014، كما مثلت المنتخب السويسري في 33 مباراة، سجلت خلالها 3 أهداف. في 14 يونيو 2019 لعبت لآخر مرة بقميص بلادها في صربيا، كما كانت قائدة لفريق الكرة النسائية بنادي يونغ بويز السويسري.

## وفاتها
في يوم الأحد 29 يونيو 2019 أعلن عن اختفاء فلوريانا وبعد ثلاثة أيام من اختفائها في بحيرة كومو بالحدود الإيطالية، تم العثور على جثتها يوم الثلاثاء 2 يوليو 2019 عن عمر يناهز 24 عام.

## روابط خارجية
- فلوريانا إسماعيلي على موقع الاتحاد الدولي (مؤرشف)  (الإنجليزية)
- فلوريانا إسماعيلي على موقع الاتحاد الأوربي (الإنجليزية)
- فلوريانا إسماعيلي على موقع قاعدة بيانات كرة القدم.إي يو (الإنجليزية)
- فلوريانا إسماعيلي على موقع Soccerway.com (الإنجليزية)
- فلوريانا إسماعيلي على موقع عالم كرة القدم.نت (الإنجليزية)